# Salgado de São Félix (kommun)
Salgado de São Félix är en kommun i Brasilien.   Den ligger i delstaten Paraíba, i den östra delen av landet, 1 600 km nordost om huvudstaden Brasília. Antalet invånare är 11 976.
Följande samhällen finns i Salgado de São Félix:
- Salgado de São Félix

Omgivningarna runt Salgado de São Félix är huvudsakligen savann. Runt Salgado de São Félix är det ganska tätbefolkat, med 72 invånare per kvadratkilometer.